# کیوکو یانو
کیوکو یانو (انگلیسی: Kyoko Yano؛ زادهٔ ۳ ژوئن ۱۹۸۴) بازیکن فوتبال اهل ژاپن است که در تیم ملی فوتبال زنان ژاپن بازی کرده‌است.
وی در مسابقات کشوری و بین‌المللی در مجموع برندهٔ ۱ مدال طلا، و ۱ مدال نقره شده‌است.